# Władimir Myszkin
Władimir Siemionowicz Myszkin (ros. Владимир Семёнович Мышкин; ur. 19 czerwca 1955 w Kirowo-Czepiecku) – radziecki hokeista. Reprezentant ZSRR, dwukrotny olimpijczyk. Trener i działacz hokejowy.

## Kariera zawodnicza
- Krylja Sowietow Moskwa (1977-1979)
- Dinamo Moskwa (1979-1990)
- Lukko (1990-1991)

Wychowanek klubu Olimpija Kirowo-Czepieck. Wieloletni zawodnik Dinama Moskwa. Karierę zakończył w Finlandii.
Uczestniczył w turniejach mistrzostw świata w 1979, 1981, 1982, 1983, 1985, 1989, 1990, 1991, Canada Cup 1981, 1984 oraz na Zimowych Igrzyskach Olimpijskich 1980, 1984. Wystąpił w meczu nazwanym Cud na lodzie.

## Kariera trenerska i menadżerska
- HC Davos (1994-1999), trener bramkarski
- Dinamo Moskwa (2004-2006), trener bramkarski
- CSKA Moskwa (2006-2007), trener bramkarski
- Witiaź Czechow (2007-2008), trener bramkarski
- Ryś Moskwa (2008-2009), trener bramkarski
- Reprezentacja Rosji do lat 18 (2011-2012), trener bramkarski
- Reprezentacja Rosji do lat 20 (od 2012), trener bramkarski
- Reprezentacja Rosji (od 2012), trener bramkarski
- EV Zug (obecnie), trener bramkarski

Po zakończeniu kariery został trenerem bramkarzy hokejowych. Wpierw pracował w Szwajcarii, a następnie w Rosji. Obecnie pracuje jako trener narybku hokejowego w szwajcarskim EV Zug. Równocześnie w 2012 został trenerem bramkarzy reprezentacji Rosji, w tym na turnieju mistrzostw świata w 2012, 2013.
Ponadto w ramach amatorskich rozgrywek hokejowych, powołanych przez prezydenta Władimira Putina i weteranów radzieckiego i rosyjskiego hokeja pod nazwą Nocna Hokejowa Liga działa w radzie dyrektorów jako kurator Konferencji Syberia.

## Osiągnięcia
Reprezentacyjne
- Złoty medal mistrzostw świata: 1979, 1981, 1982, 1983, 1989, 1990
- Brązowy medal mistrzostw świata: 1985, 1991
- Srebrny medal zimowych igrzysk olimpijskich: 1980
- Złoty medal Canada Cup: 1981
- Złoty medal igrzysk olimpijskich: 1984
- Brązowy medal Canada Cup: 1984

Klubowe
- Brązowy medal mistrzostw ZSRR; 1989 z Krylją Sowietow Moskwa
- Puchar ZSRR: 1989 z Krylją Sowietow Moskwa
- Srebrny medal mistrzostw ZSRR: 1980, 1985, 1986, 1987 z Dinamem Moskwa
- Brązowy medal mistrzostw ZSRR: 1981, 1982, 1983, 1988 z Dinamem Moskwa
- Złoty medal mistrzostw ZSRR: 1990 z Dinamem Moskwa
- Finalista Pucharu ZSRR: 1988 z Dinamem Moskwa
- Puchar Spenglera: 1983 z Dinamem Moskwa

Indywidualne
- Canada Cup 1984: skład gwiazd turnieju

Szkoleniowe
- Złoty medal mistrzostw Rosji: 2005 z Dinamem Moskwa
- Puchar Mistrzów: 2006 z Dinamem Moskwa
- Złoty medal mistrzostw świata: 2012 z Rosją

## Wyróżnienia i odznaczenia
Wyróżnienia hokejowe
- Zasłużony Mistrz Sportu ZSRR w hokeju na lodzie: 1979
- Rosyjska Galeria Hokejowej Sławy: 2014

Odznaczenia państwowe
- Order „Znak Honoru”: 1982
- Medal „Za pracowniczą dzielność”
- Order Przyjaźni: 2011